# دبورا روی
دِبورا رِوی (فرانسوی: Déborah Révy‎؛ زادهٔ ۱۰ مارس ۱۹۸۷) بازیگر اهل فرانسه است که بابت بازی در سریال‌ها و فیلم‌های اِروتیک شهرت دارد.
از فیلم‌ها یا مجموعه‌های تلویزیونی که وی در آنها نقش داشته‌است، می‌توان به زانادو، شاهزاده کوچک من، کیو، آگوستین و عشق اشاره کرد.